# Nagar (Pakistan)
Nagar (urdú: نگر) és una ciutat de Pakistan a la vall de Gilgit, a les Àrees del Nord, ara Gilgit-Baltistan, al districte de Gilgit. Fou la capital de l'antic principat de Nagar. Està situada a 35° 24′ N, 73° 48′ E / 35.400°N,73.800°E a una altura de 2.688 metres. Passa per Nagar la famosa carretera del Karakoram que connecta Pakistan amb Xina pel coll de Khunjerab seguint el riu Hunza. Les muntanyes de Rakaposhi de 7,788 metres, Diran i Spantik (Golden peak) estan a la seva rodalia.